# Charles Barney Cory
Charles Barney Cory (Boston, 31 de Janeiro de 1857 — Chicago, 31 de Julho de 1921) foi um ornitólogo norte-americano e famoso praticante de golfe.

## Biografia
Cory nasceu em Boston, Massachusetts, filho de um comerciante que tinha feito fortuna com importantes negócios de importação. A fortuna paterna permitiu-lhe nunca ter de procurar trabalho remunerado.
Aos 16 anos de idade desenvolveu um interesse pela ornitologia e iniciou uma colecção de aves empalhadas. A sua capacidade de viajar por onde entendesse e os seus recursos financeiros permitiram-lhe obter rapidamente uma das melhores colecções do seu tempo de aves das Caraíbas e da região do Golfo do México.
Frequentou por pouco tempo a Universidade de Harvard e a Boston University School of Law, mas abandonou os estudos para continuar as suas viagens. Em 1883 foi um dos 48 ornitologistas convidados para sócios fundadores da American Ornithologists' Union.
Quando a colecção de aves de Cory, então com 19,000 espécimes, se tornou demasiado grande para manter em sua casa, doou-a ao Field Museum of Natural History de Chicago, recebendo como recompensa o lugar de curador da secção de Ornitologia daquela instituição. A colecção de 600 volumes de obras sobre ornitologia que pertencia a Cory foi adquirida por Edward E. Ayer em 1894, que por sua vez também a doou ao Field Museum de Chicago.
Cory pertenceu à administração de múltiplas empresas, mas em 1906 perdeu toda a sua fortuna e viu-se forçada a aceitar um emprego como Curador de Zoologia no Field Museum de Chicago, sucedendo no lugar ao zoólogo Daniel Giraud Elliot, emprego que manteve até falecer.
Cory escreveu diversos livros, incluindo obras como The Birds of Haiti and San Domingo (1885), The Birds of the West Indies (1889) e The Birds of Illinois and Wisconsin (1909). A sua última grande obra foi o Catalogue of the Birds of the Americas, em quatro tomos, completada após a sua morte por Carl Edward Hellmayr.
Cory descreveu a subespécie Calonectris diomedea borealis (conhecida em inglês por Cory's shearwater), considerando-a uma espécie separada da Calonectris diomedea que havia sido descrita por Giovanni Antonio Scopoli em 1769.
Cory participou nos Jogos Olímpicos de 1904 na modalidade de golfe.

## Principais obras
- Birds of the Bahama islands; containing many birds new to the islands, and a number of undescribed winter plumages of North American species (Boston, 1880).
- Catalogue of West Indian birds, containing a list of all species known to occur in the Bahama Islands, the Greater Antilles, the Caymans, and the Lesser Antilles, excepting the islands of Tobago and Trinidad (Boston, 1892).
- The birds of eastern North America known to occur east of the nineteenth meridian (Field Columbian Museum, 1899).
- The birds of Illinois and Wisconsin (Chicago, 1909).
- Descriptions of new birds from South America and adjacent islands (Chicago, 1915).
- How to know the ducks, geese and swans of North America, all the species being grouped according to size and color (Little, Brown & Co., Boston, 1897).
- How to know the shore birds (Limicolæ) of North America (south of Greenland and Alaska) all the species being grouped according to size and color (Little, Brown & Co., Boston, 1897).
- Hunting and fishing in Florida, including a key to the water birds known to occur in the state (1896, Nachdruck 1970).
- The mammals of Illinois and Wisconsin (Chicago, 1912).
- Montezuma’s castle, and other weird tales (1899).
- Notes on little known species of South American birds with descriptions of new subspecies (Chicago, 1917).
- Southern rambles (A. Williams & company, Boston,  1881).
- Descriptions of new birds from South America and adjacent Islands... (1915).
- Descriptions of twenty-eight new species and subspecies of neotropical birds...
- Notes on South American birds, with descriptions of new subspecies... (1915).
- Beautiful and curious birds of the world (1880).
- The birds of the Leeward Islands, Caribbean Sea (Chicago, 1909).
- The birds of the West Indies (Estes & Lauriat, Boston, 1889).
- Descriptions of apparently new South American birds (Chicago, 1916).
- Descriptions of twenty-eight new species and sub-species of neotropical birds (Chicago, 1913).
- Hypnotism and mesmerism (A. Mudge & Son, Boston, 1888).
- A list of the birds of the West Indies (Estes & Lauriat, Boston, 1885).
- A naturalist in the Magdalen Islands; giving a description of the islands and list of the birds taken there, with other ornithological notes (1878).